# Hieracium holophyllum
Hieracium holophyllum là một loài thực vật có hoa trong họ Cúc. Loài này được mô tả khoa học đầu tiên năm 1890.